# Schwan Kamal

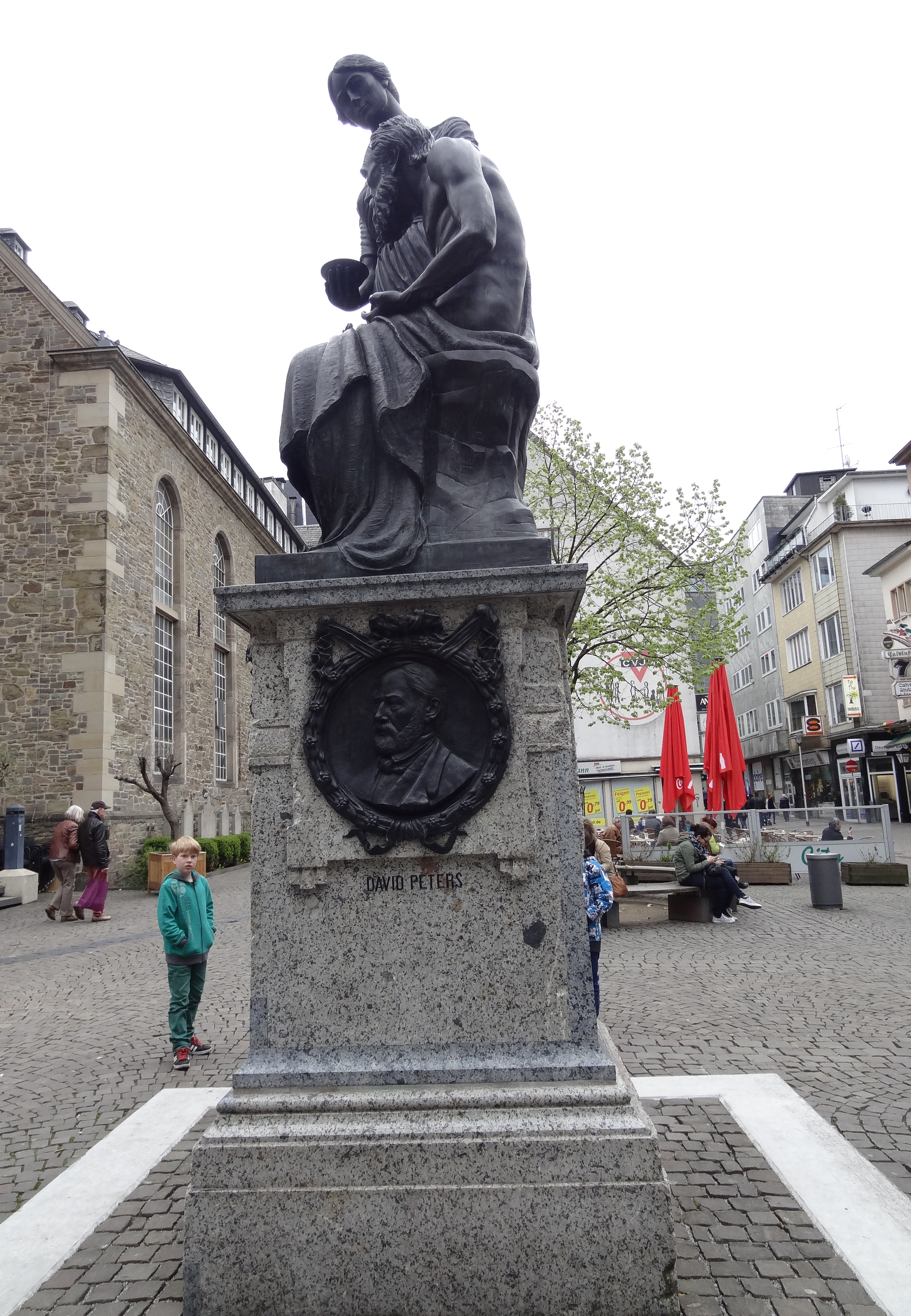
Schwan Kamals Armenpflege-Denkmal (Wuppertal, 2011)

Schwan Kamal (kurdisch شوان کەمال; * 1. Juli 1967 in Sulaimaniyya, Irak) ist ein kurdisch-deutscher Bildhauer und Zeichner.

## Leben

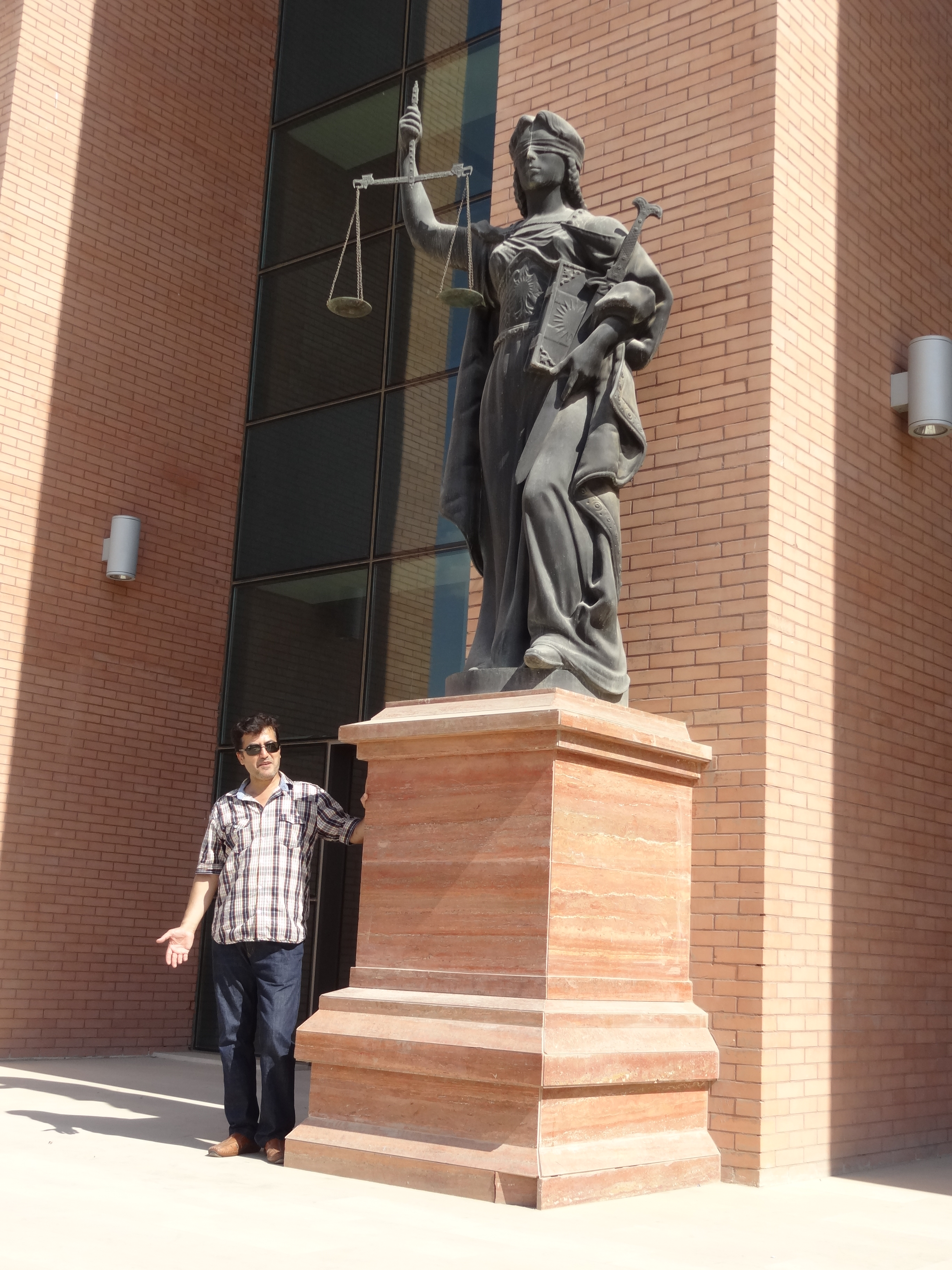
Schwan Kamal und Justitia (Erbil, 2014)

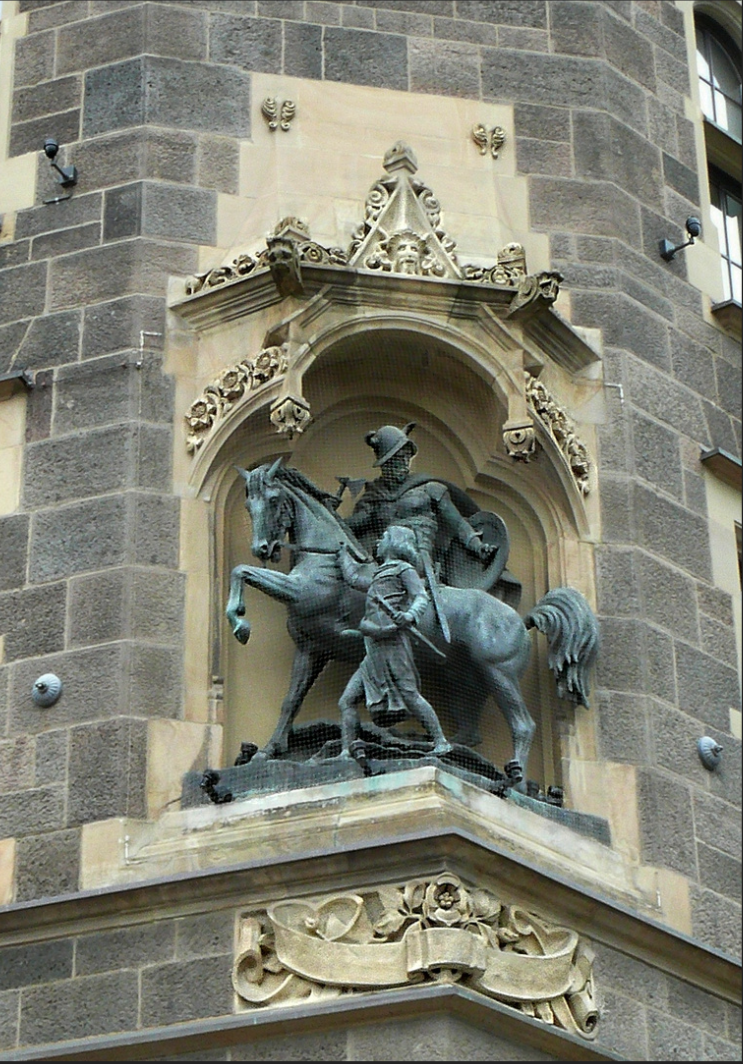
Der Ritter Arnold von Elberfeld

Schwan studierte von 1982 bis 1987 am Kunstinstitut Sulaimaniyya in der Autonomen Region Kurdistan bei Dara Hama Said und von 1988 bis 1991 an der Kunstakademie der Universität Bagdad (Irak) bei Ismail Fatah Al Turk, Mohammed Ghani Hikmat und Salh Qaragoli.
Aus politischen Gründen floh er 1995 nach Deutschland. Von 1995 bis 2000 arbeitete Schwan bei der Kunstgießerei Raimund Kittl, von 2000 bis 2015 arbeitete er als Modellbauer, Former, und Ziselier bei Rolf Kayser in Düsseldorf. Unter Kaysers Leitung setzte er bei Gießerei-Arbeiten zahlreiche Bildhauer-Projekte handwerklich um, darunter waren jene von Künstlern wie Tony Cragg, Thomas Schütte, Katharina Fritsch, Ulle Hees, Wilhelm Mundt, Hede Bühl, Paloma Varga Weisz, Pia Stadtbäumer, Johannes Brus, Bogomir Ecker, Ariane von Mauerstetten, Ingo Ronkholz, Carl Emanuel Wolff und Magdalena Abakanowicz. Seit 2015 lebt und arbeitet Schwan Kamal in Malmö, Schweden.

## Werkprojekte und Denkmale

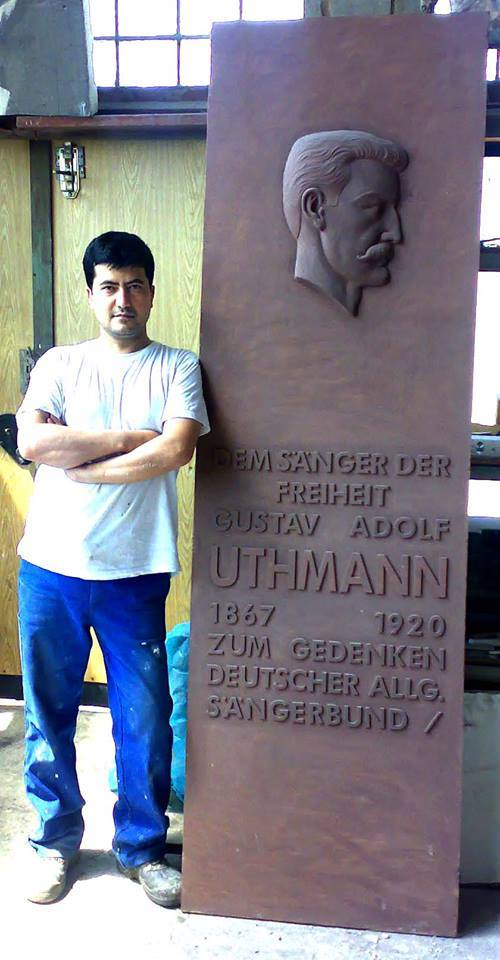
Schwan Kamal und das Gustav-Adolf-Uthmann-Denkmal, Wuppertal

Denkmale in der Autonomen Region Kurdistan
- 1991: Tofeqi Karaba in Halabdscha
- 1992: Hama Said Andazyar in Slimane
- 1993: Xala Haji in Slimane
- 1994: Xala Haji in Slimane
- 1994: Baxtyar Askari in Erbil
- 2013: Justitia-Denkmal in Erbil
- 2014: Şêrko-Bêkes-Denkmal in Slimane

Denkmale in Deutschland und Schweden
- 2003: Uthmann-Denkmal (zu Ehren von Gustav Adolf Uthmann) im Nordpark in Wuppertal (Rekonstruktion Bronzetafel)
- 2009: Der Ritter Arnold von Elberfeld am ehemaligen Rathaus Elberfeld (Rekonstruktion Statue)[4]
- 2010: Die Wahrheit im Eingang des ehemaligen Rathauses Elberfeld (Rekonstruktion Statue)
- 2010: Die Gerechtigkeit im Eingang des ehemaligen Rathauses Elberfeld (Rekonstruktion Statue)[3]
- 2011: Das Elberfelder Armenpflegedenkmal auf dem Kirchplatz in Wuppertal (Rekonstruktion Statue)[5]
- 2011: Gerechtigkeitsbrunnen, Platz der Republik in Wuppertal (Rekonstruktion Statue).[6]
- 2012: Felix-Mendelssohn-Denkmal in Düsseldorf
- 2013: Denkmal für Peter Held (genannt: Husch Husch) in Wuppertal
- 2017: Skulptur in der Stadtbibliothek Göteborg, Schweden
- 2019: Denkmal für Stadt Åhus åhus senst 1400-tal.[7]
- 2019: Denkmal (Trumslagare på elefant) Folkets-Park in Malmö.[8]
- Bronzepreis für Fotografie namens Kamran Award auf Wunsch von Metografi. (2022)[9][10]
- Bronzepreis für Theatertext mit dem Namen Dana Rauf Award auf Antrag des Kepr Publishing Center. (2022)[11][12]
- Der Caro-Preis für Literatur und Kunst wurde 2024 an den Schriftsteller Hussein Arif verliehen.[13]

Einzelausstellungen (Auswahl)
- 2011: Slimani Museum, Sulaimaniyya, Irak
- 2011: Medyahalle, Erbil
- 1992: Paikarsazi surkeu galerie, Sulaimaniyya
- 1989: Altaxtetat, britisches Konsulat, Bagdad
- 1987: Schwan Kamal, Museum Galerie, Sulaimaniyya

Gruppenausstellungen (Auswahl)
- 2008: Neun x neu in BBK Galerie artedos, Kempen[14]
- 1994: kurdisch artest-surkeu Galerie, Sulaimaniyya
- 1993: kurdisch artest-museum Galerie, Sulaimaniyya
- 1992: irakische Kunstgruppe modern art Galerie, Bagdad
- 1988–1991: Kunstfestival, Galerie Kunstakademie, Bagdad
- 1982–1987: Kunstfestival, Galerie Institut für fin art, Sulaimaniyya

## Galerie

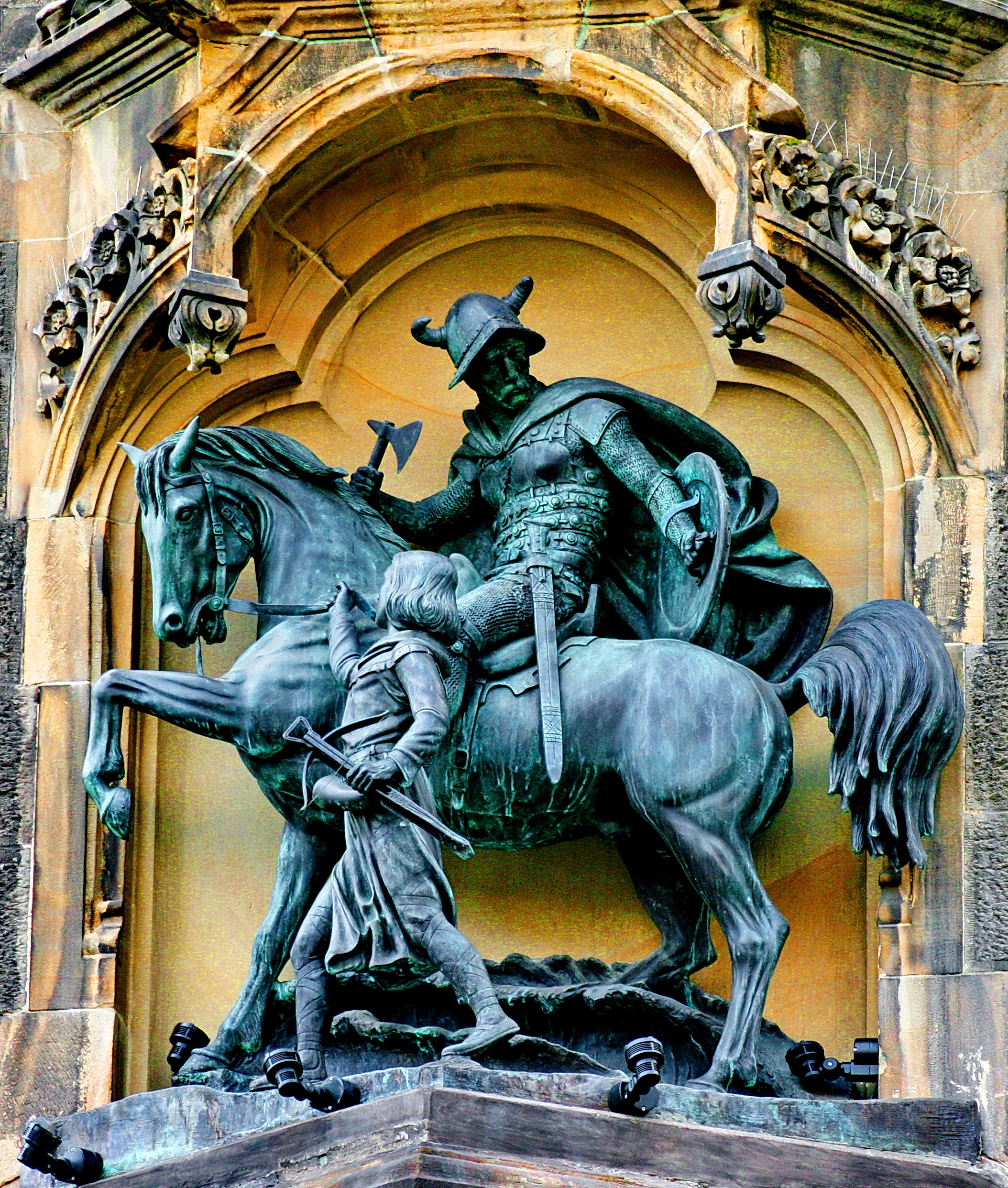
Ritter von Elberfeld 2010, nach einem Modell von Schwan Kamal
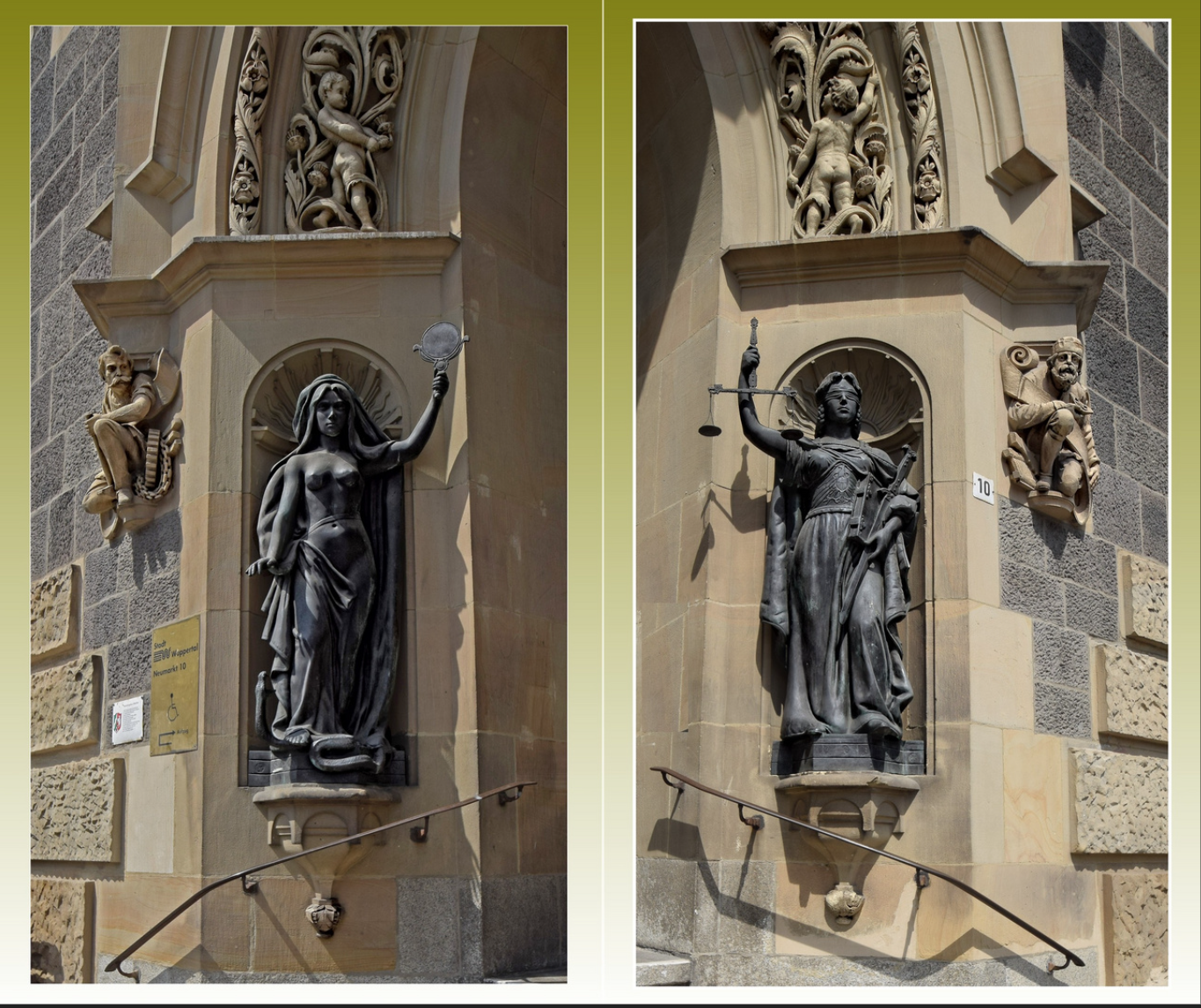
Die Wahrheit und Gerechtigkeit, Wuppertal
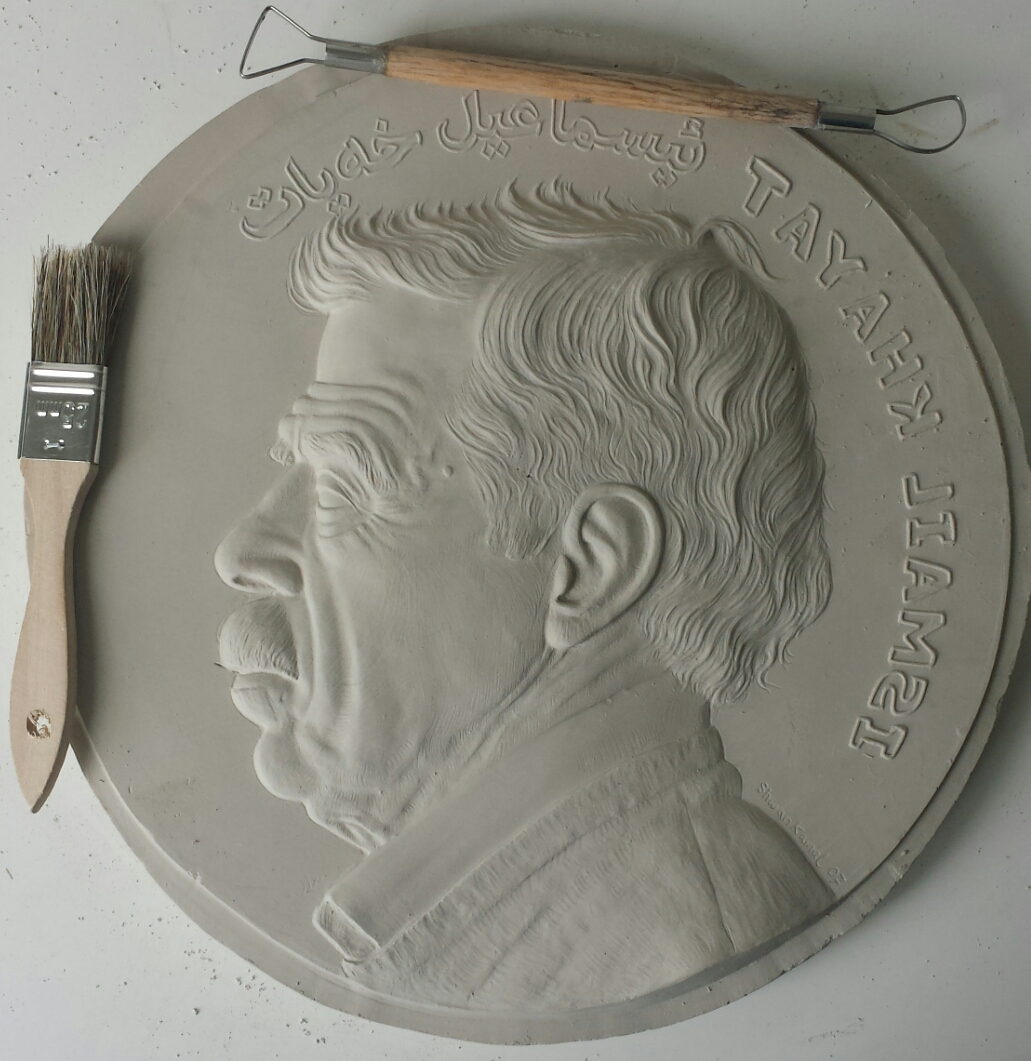
Ismael Xayats, Relief 2017
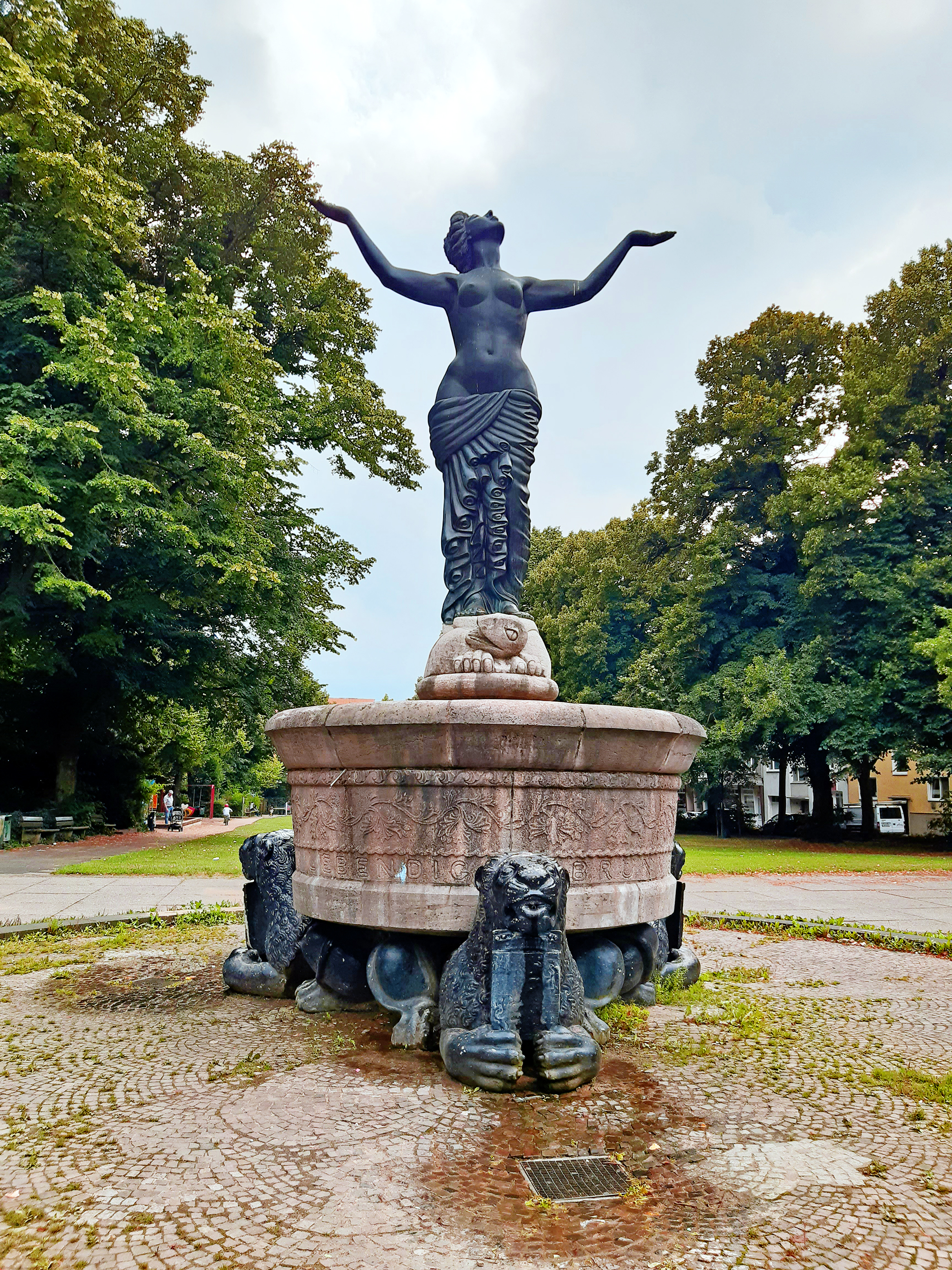
Gerechtigkeitsbrunnen, Platz der Republik, Wuppertal
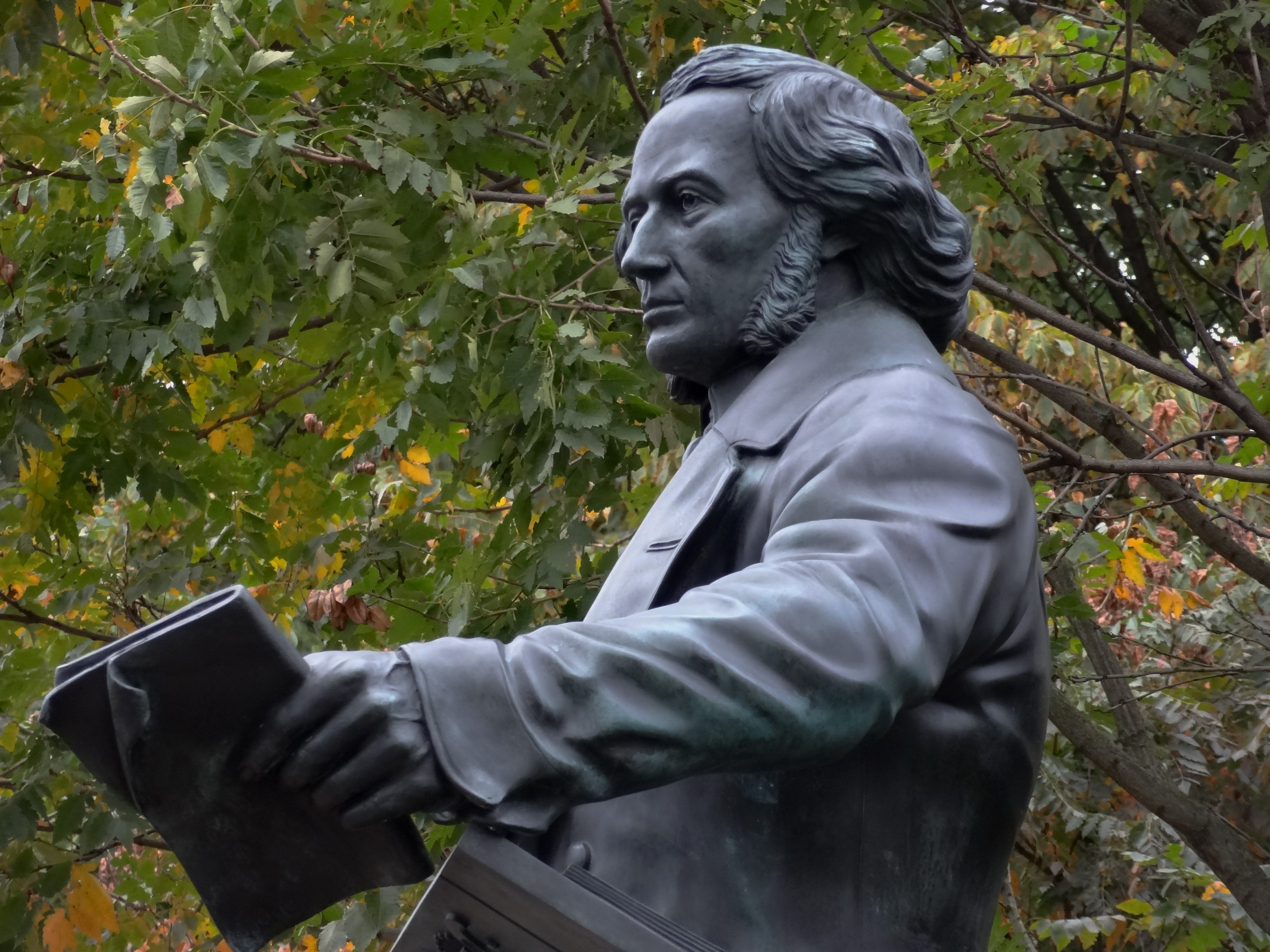
Felix Mendelssohn